# حكومة أحمد قريع الثالثة
حكومة أحمد قريع الثالثة هي الحكومة الفلسطينية التاسعة، كانت برئاسة أحمد قريع، واستمرت منذ 24 فبراير 2005 حتى 27 مارس 2006.

## تشكيلة الحكومة
يتكون مجلس وزراء حكومة أحمد قريع الثالثة من 25 وزيرًا بينهم سيدتان فقط.
| ت  | الحقيبة الوزارية                                  | الاسم                       |
| -- | ------------------------------------------------- | --------------------------- |
| 1  | رئيس وزراء السلطة الوطنية الفلسطينية              | أحمد قريع                   |
| 2  | نائب رئيس مجلس الوزراء وزير الإعلام               | نبيل شعث                    |
| 3  | وزير الشؤون الخارجية                              | ناصر القدوة                 |
| 4  | وزير العدل                                        | فريد الجلاد                 |
| 5  | وزير الداخلية والأمن الوطني                       | نصر يوسف                    |
| 6  | وزير الثقافة                                      | يحيى يخلف                   |
| 7  | وزير التربية والتعليم العالي                      | نعيم أبو الحمص              |
| 8  | وزير الاقتصاد الوطني                              | مازن سنقرط                  |
| 9  | وزير الصحة                                        | ذهني الوحيدي                |
| 10 | وزير الحكم المحلي                                 | خالد القواسمي               |
| 11 | وزير الشؤون المدنية                               | محمد دحلان                  |
| 12 | وزير الزراعة                                      | وليد عبد ربه                |
| 13 | وزير السياحة                                      | زياد البندك                 |
| 14 | وزير العمل وزير الشؤون الاجتماعية                 | حسن إبراهيم حسن أبو لبدة    |
| 15 | وزير النقل والمواصلات                             | سعد الدين خرما              |
| 16 | وزير الأشغال العامة والإسكان                      | محمد إبراهيم محمد اشتية     |
| 17 | وزير الاتصالات وتكنولوجيا المعلومات               | صبري صيدم                   |
| 18 | وزير الأوقاف والشؤون الدينية                      | يوسف جمعة                   |
| 19 | وزير الشباب والرياضة                              | صخر بسيسو                   |
| 20 | وزير شؤون الأسرى                                  | سفيان أبو زايدة             |
| 21 | وزير دولة لشؤون الجدار والاستيطان                 | أحمد عبد السلام حسن مجدلاني |
| 22 | وزيرة دولة لشؤون القدس                            | هند خوري                    |
| 23 | وزير التخطيط                                      | غسان الخطيب                 |
| 24 | وزيرة شؤون المرأة                                 | زهيرة كمال                  |
| 25 | وزير المالية                                      | سلام خالد عبد الله فياض     |
| –  | رئيس ديوان مجلس الوزراءالأمين العام لمجلس الوزراء | سمير حليلة                  |

## وصلات خارجية
- موقع مجلس الوزراء